# جوزيف كامويندو
جوزيف كامويندو (بالإنجليزية: Joseph Kamwendo)‏ (مواليد 23 أكتوبر 1986 في بلانتيري) لاعب كرة قدم ملاوي دولي يجيد اللعب في خط الوسط . يلعب حاليا لصالح نادي أورلاندو بيراتس الجنوب الأفريقي منذ 2007 .

## روابط خارجية
- جوزيف كامويندو على موقع قاعدة بيانات كرة القدم.إي يو (الإنجليزية)
- جوزيف كامويندو على موقع ناشيونال فوتبول تيمز (الإنجليزية)
- جوزيف كامويندو على موقع عالم كرة القدم.نت (الإنجليزية)
- جوزيف كامويندو على موقع كووورة